# شهرستان ونگیوانگ
ونگیوانگ (به لاتین: Wengyuan County) یک شهرستان در جمهوری خلق چین است که در شاوگوان واقع شده‌است.